# Drosophila guaru
Drosophila guaru är en tvåvingeart som beskrevs av Theodosius Grigorievich Dobzhansky och Crodowaldo Pavan 1943. Drosophila guaru ingår i släktet Drosophila och familjen daggflugor.
Artens utbredningsområde är Brasilien.